# Diego Máximo
Diego Benedito Galvão Máximo (n. Brasil, 22 de abril de 1986) es un futbolista brasileño que se desempeña como defensa y actualmente milita en el Tarxien Rainbows de la Premier League de Malta.

## Clubes
| Club                  | País    | Año               |
| --------------------- | ------- | ----------------- |
| Guaratinguetá Futebol | Brasil  | 2007              |
| Pogoń Szczecin        | Polonia | 2007              |
| Payam Mashhad FC      | Irán    | 2007 - 2008       |
| Esteghlal Ahvaz FC    | Irán    | 2008 - 2011       |
| Fajr Sepasi FC        | Irán    | 2012              |
| Paykan F.C.           | Irán    | 2012 - 2013       |
| Ballenas              | México  | 2013 - 2014       |
| Tarxien Rainbows      | Malta   | 2014 - Actualidad |